# Annette Merkenthaler
Annette Merkenthaler (* 1944 in Bayrischzell) ist eine deutsche Künstlerin, sie lebt und arbeitet in Freiburg im Breisgau.

## Leben

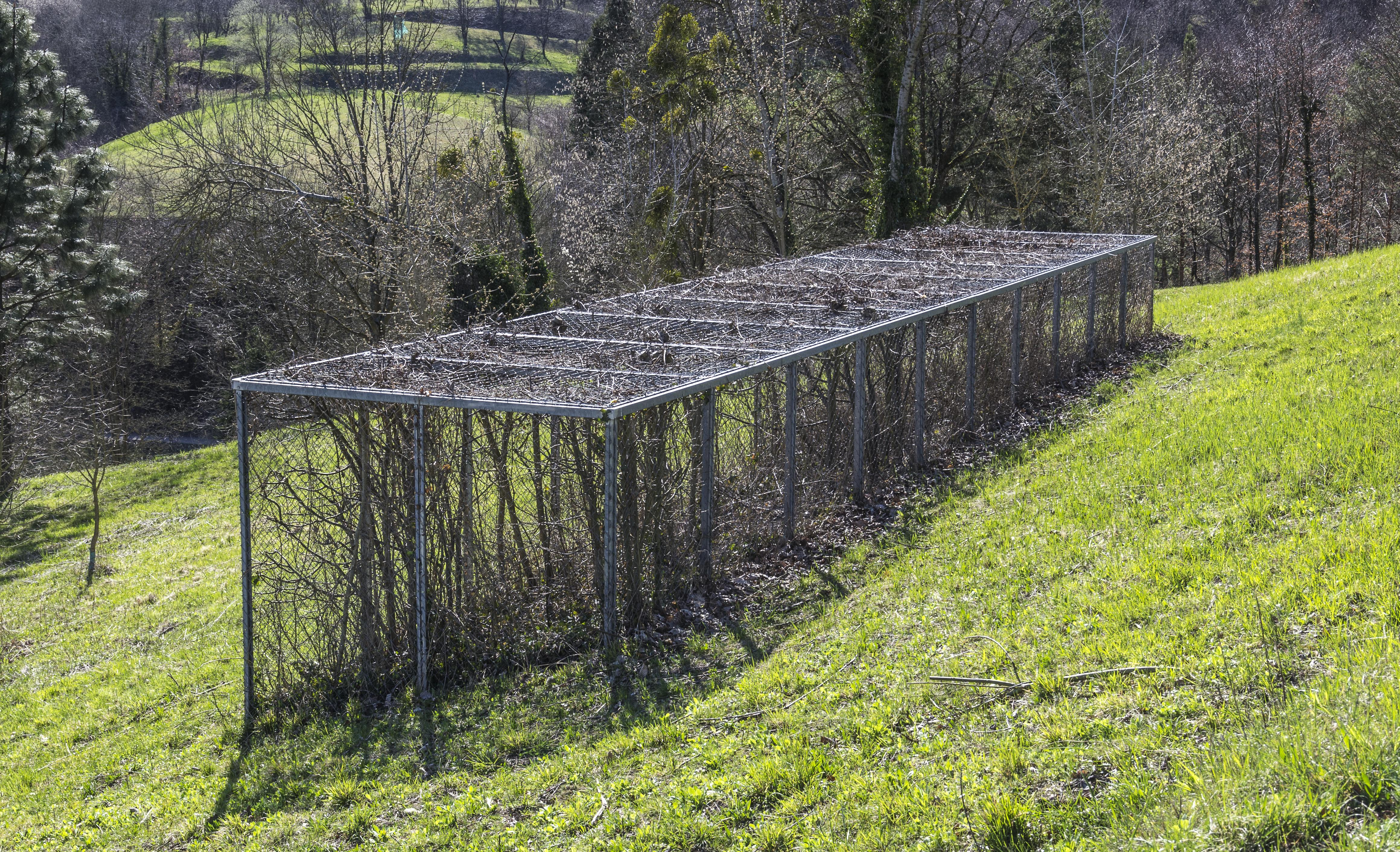
"Refugium" von Annette Merkenthaler im Forstliches Arboretum Liliental, Ihringen am Kaiserstuhl (Foto von 2013)

Nach einer Keramiklehre von 1964 bis 1966 begann Annette Merkenthaler 1966/67 ihr Studium an der École des Arts Décoratifs in Genf, Schweiz. Von 1968 bis 1970 arbeitete sie in Keramikwerkstätten in Genf und Mexiko. 1978–1983 hatte sie einen Lehrauftrag der Pädagogischen Hochschule Freiburg. Seit 1978 zeigt sie Ausstellungen mit Skulpturen aus Keramik und Beton, seit 1987 realisiert sie Kunst im öffentlichen Raum und raumgreifende, meist temporäre Installationen in der Landschaft. 1994, nach einem Stipendium in den USA, kam das Medium Fotografie hinzu, zuerst als Mittel zur Dokumentation der Installationen, später als eigenständige, fotografische Arbeit. Künstlerresidenzen und Aufenthaltsstipendien führten sie nach Frankreich, Estland, USA, Kanada und Mexiko.
Annette Merkenthaler engagierte sich im 1975 gegründeten BBK-Künstlerwerkstatt im Haus an der Mehlwaage. 1995–1998 war sie Mitglied in der Kunstkommission (Kunst am Bau) der Oberfinanzdirektion Südbaden, 1998 wurde sie in den Künstlerbund Baden-Württemberg aufgenommen. Sie ist langjähriges, aktives Mitglied im Kunstverein Freiburg und war 2021–2024 im Aufsichtsrat des E-Werk Freiburg. 2022 wurde sie mit dem Reinhold-Schneider-Ehrenpreis für ihr bisheriges Lebenswerk von der Stadt Freiburg ausgezeichnet. Seit 2023 ist sie im Beirat für Kunst im öffentlichen Raum der Stadt Freiburg.

## Werk
Annette Merkenthalers Praxis vereint Fotografie, Installation, und Objekte aus Keramik und Beton. Ausgangspunkt und Grundthemen ihrer Arbeiten sind die Zeit und in weitem Sinn die Landschaft.
Im Zusammenspiel der unterschiedlichen Medien schuf sie in den letzten Jahrzehnten ein facettenreiches Werk, das von Offenheit und Experimentierlust, wie auch von künstlerischer Stringenz gekennzeichnet ist. Ihre künstlerische Praxis bewegt sich zwischen Natur und Kultur, Wildwuchs und Gestaltung, Illusion und Realität – vermeintliche Gegensätze, deren Polarität in ihrer Arbeit zugleich in Frage gestellt werden.
Der experimenteller Umgang mit Keramik wird durch Fotografie und raumgreifende Installationen erweitert und fortgesetzt. Bevorzugte Orte ihrer Projekte sind der öffentliche Raum in der Stadt und in der Natur-Landschaft. Ein wiederkehrendes Motiv ist der Garten als eine Kulturlandschaft, in der Gemachtes und Gewachsenes aufeinandertreffen und ineinander übergehen. Sie ist Beobachterin von Zeit in den natürlichen Vorgängen wie Tagesabläufen und Jahreszeiten, vom Einfluss des Wetters oder vom Wachstum und Verfall der Vegetation vor Ort in ihren Installationen.

## Installationen in der Landschaft (Auswahl)
- 1991 Sechs Monate im Colombipark, Kunstverein Freiburg, Freiburg im Breisgau
- 1992 Jeu de Paille, Institut Francais, Goethe Institut, Aiffres, Deux-Sèvres, Frankreich
- 1994 Corn Cob Show Cases, Bemis Center for Contemporary Arts, Omaha, Neb., USA
- 1995 Agua para Flores, Galeria del Sur, UAM-X, Mexico D.F., Mexiko
- 1996 Stapelarbeit, Markgräfler Museum, Müllheim
- 1999 Im Fluss, Galerie im Tor, Emmendingen
- 2000 Les Échapées de la Ruche, Centre de sculpture Est-Nord-Est, Saint-Jean-Port-Joli, Qc. Kanada
- 2001 Refugium, KUNSTORTNATUR, Arboretum Liliental, Ihringen
- 2001 L’Avant-Mur, Centre de sculpture Est-Nord-Est, Mois de la Photo, Montréal, Kanada
- 2003 Das Gärtchen, Skulpturenweg Emmendingen, Emmendingen
- 2003 Le Ciel sur Terre, Musée Regional de Rimouski, Symposium auf der L’Îsle St. Bernabé Rimouski, Qc., Kanada
- 2006 Narzissenfeld, Urachstrasse, Freiburg im Breisgau
- 2007 nArtzissen, Deutsches Kulturinstitut, Tartu, Estland
- 2008 das andere Fenster, Kunstraum Alexander Bürkle (PEAC), Freiburg im Breisgau
- 2010 Vergiss den Frühling nicht und In der Wärme des Sommers, Landesgartenschau Baden-Württemberg, Villingen-Schwenningen
- 2013 Janus, Diane, La Vague, L’été photographique Centre d’art et photographie, Lectoure, Frankreich
- 2025 Weiter so, mit Anna Merkenthaler-Harimurti, Gestaltung der Till Ten Bar, Kunstverein Freiburg, Freiburg im Breisgau

## Ausstellungen (Auswahl)
- 1992 Keramik und Beton Plastiken, Galerie der Bildenden Künste, Cheb, Tschechoslowakei
- 2002 Himmelboden, Installation, Fotografie, Galerie G,  Freiburg
- 2002 Slow Spring, Installation, Fotografie, Southern Alberta Art Gallery, Lethbridge, Kanada
- 2006 wirklich Blumen, Fotografie und Installation, Galerie G,  Freiburg
- 2008 Détras de los Jardínes, Fotografie und Installation, Galería Manolo Rivero, Frontground, Merida, Yucatán, Mexiko
- 2010 es vergeht die Zeit im Garten, Fotografie und Installation, Galerie G, Freiburg
- 2011 Für kurze Zeit, Fotografie und Installation, Galerie Robert Keller, Kandern
- 2014 raumblau, Fotografie und Installation, Galerie G, Freiburg
- 2018 Anorganische Gewächse Fotografie und Installation, Galerie G, Freiburg
- 2021 Licht und Schatten werfen, Fotografie und Installation, Galerie G, Freiburg
- 2019 Stand heute, Fotografie und Installation, Kunstraum Alexander Bürkle (PEAC Museum), Freiburg
- 2020 mitten, zusammen, mit Anna Schütten, Installation Fotografie und Malerei, AKKU, Künstlerbund Baden-Württemberg, Stuttgart

## Ankäufe in öffentlichen Sammlungen
- Regierungspräsidium Freiburg
- Augustinermuseum Freiburg
- Staatsgalerie Stuttgart
- Bibliothèque National de Québec, Kanada
- Museum für Neue Kunst Freiburg im Breisgau
- Regierungspräsidium Stuttgart
- PEAC
- E&K Stiftung